# 카이베르파크툰크와 반란

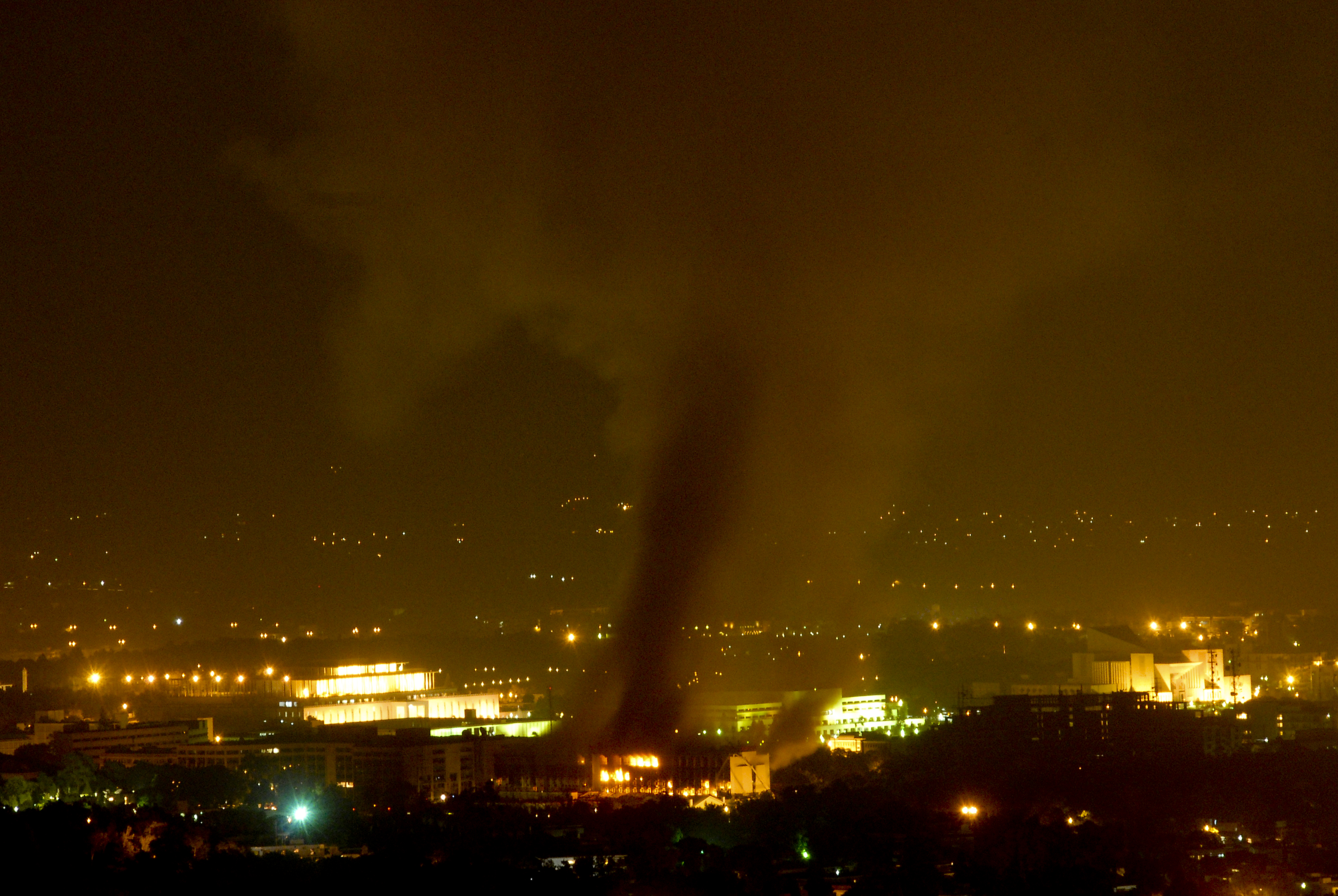
파키스탄 이슬라마바드의 매리엇 호텔 폭격 (2008년)

카이베르파크툰크와 반란은 아프가니스탄 전쟁 이후, 파키스탄 북서부의 와지리스탄을 포함한 연방 직할 부족 지역, 카이베르파크툰크와 주, 아프가니스탄 · 파키스탄 국경 듀랜드 라인 지대에서 발생한 파키스탄 정부와 미국을 비롯한 항구적 자유 작전 연합 회원국 및 와지리스탄에 잠복하는 탈레반이나 알카에다와 그것을 지지하는 현지 부족 세력의 파키스탄 탈레반 운동 등 전쟁의 총칭이다.

## 같이 보기
- 소련–아프가니스탄 전쟁